# A Whale

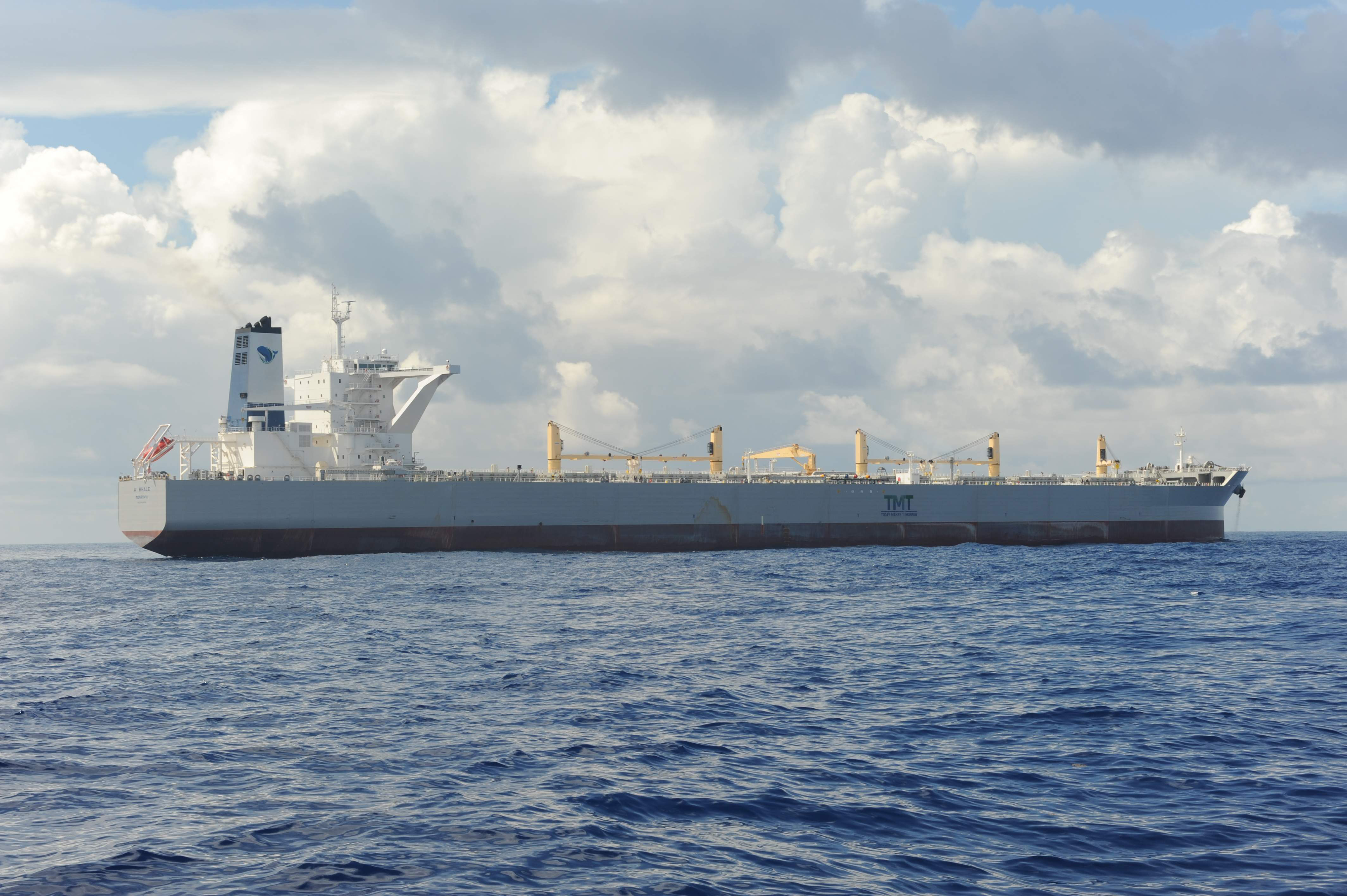
„Velryba“ 4. července 2010

A Whale (anglicky znamená velryba) je tanker postavený v roce 2010 jihokorejskou firmou Hyundai Heavy Industries pro firmu Taiwan Maritime Transport Co. Ltd. z Čínské republiky. Plaví se pod liberijskou vlajkou.
V Portugalsku byla přestavěna, aby mohla sbírat ropu unikající při havárii ropné plošiny Deepwater Horizon firmy BP v Mexickém zálivu v roce 2010. Nebyla však při sběru ropy příliš úspěšná, údajně z důvodu velkého rozptýlení ropy ve vodě.
V roce 2013 uvízla z technických a finančních důvodů na půl roku v Suezském průplavu.
V roce 2014 byla novým majitelem přejmenována Madison Orca, od roku 2020 se plaví pod jménem Cosmo Ace.